# Gozdów (województwo łódzkie)
Gozdów – wieś w Polsce położona w województwie łódzkim, w powiecie zgierskim, w gminie Stryków.
W latach 1975–1998 miejscowość administracyjnie należała do ówczesnego województwa łódzkiego.
Wierni Kościoła Katolickiego należą do parafii św. Szczepana w Koźlu.